# Hüseyin Beşok
Hüseyin Beşok (ur. 2 sierpnia 1975 w Izmirze) – koszykarz turecki, występujący na pozycji środkowego, reprezentant kraju.
Wychowanek klubu Pinar Karsiyaka, w wieku 19 lat trafił do Efesu Pilsen Stambuł, z którym to dwukrotnie zdobywał tytuł mistrza Turcji. Dwukrotny uczestnik finałowego turnieju Euroligi, srebrny medalista mistrzostw Europy w 2001. Po przerwie spowodowanej ciężką kontuzją wrócił do gry we Francji – ponownie został mistrzem kraju, tym razem w 2006 z drużyną Le Mans. W następnym sezonie trafił do Polski, zasilając szeregi Prokomu Trefla Sopot.

## Osiągnięcia
Na podstawie, o ile nie zaznaczono inaczej.
Drużynowe
- Mistrz:
  - Turcji (1996, 1997)
  - Francji (2006)
  - Polski (2007)
  - Izraela (2002, 2003)
- Wicemistrz Turcji (1998–2001)
- Zdobywca pucharu:
  - Koracia (1996)
  - Turcji (1996–1998, 2001)
  - prezydenta Turcji (1996, 1998, 2000 – superpuchar Turcji)
  - Izraela (2002, 2003)
  - Liderów Francji (2006)
- Finalista:
  - pucharu Polski (2007)
  - superpucharu Turcji (1994, 1997, 1999)

Indywidualne
- MVP:
  - finałów ligi francuskiej (2006)
  - kolejki pucharu ULEB (4 – 2005/2006)
- Uczestnik meczu gwiazd ligi:
  - tureckiej (2008, 2009)
  - francuskiej LNB Pro A (2005, 2006)
- Lider w zbiórkach:
  - Euroligi (2000)
  - ligi tureckiej  (2000)[4]

Reprezentacja
- Wicemistrz Europy (2001)
- Uczestnik mistrzostw:
  - świata:
    - (2002 – 9. miejsce)
    - U–22 (1997 – 6. miejsce)

  - Europy:
    - 1997 – 8. miejsce, 1999 – 8. miejsce, 2001, 2003 – 12. miejsce)
    - U–22 (1994 – 6. miejsce, 1996 – 4. miejsce)

## Statystyki
| Kariera | Kariera                 | Średnio na mecz (liga) | Średnio na mecz (liga) | Średnio na mecz (liga) |
| Sezon   | Klub                    | pkt                    | zb                     | as                     |
| ------- | ----------------------- | ---------------------- | ---------------------- | ---------------------- |
| 1994/95 | Efes Pilsen Stambuł     | b.d.                   | b.d.                   | b.d.                   |
| 1995/96 | Efes Pilsen Stambuł     | b.d.                   | b.d.                   | b.d.                   |
| 1996/97 | Efes Pilsen Stambuł     | b.d.                   | b.d.                   | b.d.                   |
| 1997/98 | Efes Pilsen Stambuł     | 9,0                    | 4,6                    | b.d.                   |
| 1998/99 | Efes Pilsen Stambuł     | 10,6                   | 7,8                    | b.d.                   |
| 1999/00 | Efes Pilsen Stambuł     | 10,4                   | 10,5                   | b.d.                   |
| 2000/01 | Efes Pilsen Stambuł     | 11,4                   | 7,1                    | b.d.                   |
| 2001/02 | Maccabi Tel Awiw        | b.d.                   | b.d.                   | b.d.                   |
| 2002/03 | Maccabi Tel Awiw        | 7,0                    | 5,1                    | b.d.                   |
| 2003/04 | Sunce Šibenik           | b.d.                   | b.d.                   | b.d.                   |
| 2004/05 | ASVEL Lyon-Villeurbanne | 11,8                   | 7,5                    | 3,0                    |
| 2005/06 | Le Mans                 | 10,7                   | 6,6                    | 2,5                    |
| 2006/07 | Prokom Trefl Sopot      | 9,5                    | 5,3                    | 1,8                    |
| 2007/08 | Galatasaray SK          | b.d.                   | b.d.                   | b.d                    |

| Sukcesy | Sukcesy                                 | Sukcesy             |
| Rok     |                                         | Klub                |
| ------- | --------------------------------------- | ------------------- |
| 1996    | Mistrz Turcji, zdobywca Pucharu Koracza | Efes Pilsen Stambuł |
| 1997    | Mistrz Turcji                           | Efes Pilsen Stambuł |
| 2001    | Wicemistrz Europy                       | Turcja              |
| 2003    | Mistrz Izraela                          | Maccabi Tel Awiw    |
| 2006    | Mistrz Francji                          | Le Mans             |
| 2007    | Mistrz Polski                           | Prokom Trefl Sopot  |

| Rekordy PLK | Rekordy PLK | Rekordy PLK          | Rekordy PLK       |
|             | liczba      | data                 | przeciwnik        |
| ----------- | ----------- | -------------------- | ----------------- |
| Punkty      | 19          | 22 kwietnia 2007     | Anwil Włocławek   |
| Punkty      | 19          | 6 maja 2007          | Anwil Włocławek   |
| Zbiórki     | 12          | 22 października 2006 | Polpak Świecie    |
| Asysty      | 5           | 19 listopada 2006    | Kotwica Kołobrzeg |
| Asysty      | 5           | 2 grudnia 2006       | Znicz Jarosław    |